# Geometría diferencial de hipersuperficies
En matemáticas, la geometría diferencial de hipersuperficies propone definiciones y métodos para analizar la geometría de hipersuperficies o variedades diferenciales de n dimensiones inmersas en una variedad riemanniana o el espacio euclídeo.
Aquí se tratará de las superficies en {\displaystyle \mathbb {R} ^{n+1}}, dotado de una métrica euclídea, es decir {\displaystyle \mathbb {E} ^{d}}.

## Ecuación paramétrica de una hipersuperficie
Puesto que una superficie en {\displaystyle \mathbb {R} ^{n+1}} es una variedad diferenciable de dimensión n, en un entorno V de una superficie las coordenadas de cualquier punto de V pueden escribirse en función de dos parámetros:

{\displaystyle \mathbf {x} (u^{1},\dots ,u^{n})=(x^{1}(u^{1},\dots ,u^{n}),\dots ,x^{n+1}(u^{1},\dots ,u^{n}))\,}

En general una hipersuperficie puede representarse de forma no paramétrica mediante la ecuación:

{\displaystyle f(x^{1},\dots ,x^{n})=0}

Que si f es suficientemente regular es equivalente localmente a las ecuaciones paramétricas anteriores.

### Plano tangente
Dada una superficie {\displaystyle H\,} de {\displaystyle \mathbb {R} ^{n+1}} y un punto{\displaystyle P_{0}=(x_{0}^{1},\dots ,x_{0}^{n})\in S\,} se define como el único hiperplano de {\displaystyle \mathbb {R} ^{n+1}} que contiene al punto {\displaystyle P_{0}\,} y (localmente) y la aproxima hasta términos de primer orden. La ecuación analítica de este hiperplano puede expresarse con ayuda de la ecuación paramétrica de la hipersuperificie:

{\displaystyle \Pi _{S,P_{0}}=\left\{\mathbf {x} =(x^{1},\dots ,x^{n})\in \ {\mathbb {R}}|\mathbf {x} =\mathbf {x} (u_{0}^{1},\dots ,u_{0}^{n})+\sum _{i}\alpha _{i}{\frac {\partial \mathbf {x} (u_{0}^{1},\dots ,u_{0}^{n})}{\partial u^{i}}},\alpha _{i}\in \mathbb {R} \right\}}

Más sencillamente el hiperplano anterior puede escribirse como el conjunto {\displaystyle (x^{1},\dots ,x^{n})\,} que satisface la siguiente ecuación:

{\displaystyle {\begin{vmatrix}x^{1}-x_{0}^{1}&\dots &x^{n}-x_{0}^{n}\\{x'}_{1}^{1}(P_{0})&\dots &{x'}_{1}^{n}(P_{0})\\\dots &\dots &\dots \\{x'}_{n}^{1}(P_{0})&&{x'}_{n}^{n}(P_{0})\end{vmatrix}}=0}

Aquí, se ha usado la simplificación de notación
{\displaystyle {x'}_{j}^{i}={\frac {\partial x^{i}}{\partial u^{j}}}},... etc 

### Vector normal a la superficie
Un vector director del hiperplano tangente es un vector normal a la hipersuperficie, usualmente existen dos elecciones posibles para un vector normal unitario (ambas relacionadas por un cambio de signo). Si se expresa la hipersuperificie mediante la superficie {\displaystyle \scriptstyle f(x^{1},\dots ,x^{n})=0}, el vector unitario normal se calcula simplemente como:

{\displaystyle \mathbf {n} ={\frac {\nabla f}{\left\Vert \nabla f\right\|}}={\frac {(f'_{1},\dots ,f'_{n})}{\sqrt {{f'}_{1}^{2}+\dots +{f'}_{n}^{2}}}}}

## Primera forma fundamental
La primera forma fundamental I es la métrica inducida por la métrica euclídea en la hipersuperficie. Dicha métrica es un tensor 2-covariante, simétrico y definido sobre el espacio tangente a cada punto de la hipersuperficie H. De hecho (H, I) constituye una variedad de Riemann con tensor métrico I. La primera forma fundamental permite estimar longitudes sobre la hipersuperficie y ángulos de intersección entre curvas. Las componentes de la primera forma fundamental suelen designarse por {\displaystyle \scriptstyle g_{ij}}:

{\displaystyle (I_{kl}(u^{i}))=(g_{kl}(u^{i}))={\begin{pmatrix}g_{11}(u^{i})&\dots &g_{1n}(u^{i})\\\dots &\dots &\dots \\g_{n1}(u^{i})&\dots &g_{nn}(u^{i})\end{pmatrix}}}

La forma cuadrática anterior es positiva, lo que implica que {\displaystyle \det(g)>0}. La primera forma anterior puede escribirse como una combinación lineal de productos tensoriales de las 1-formas coordenadas {\displaystyle du^{i}\,} conforme a:

{\displaystyle I(u^{k})=g_{ij}(u^{k})\ du^{i}\otimes du^{j}}

Estas pueden calcularse explícitamente a partir de la parametrización:

{\displaystyle g_{ij}(u^{k})={\frac {\partial \mathbf {x} '}{\partial u^{i}}}\cdot {\frac {\partial \mathbf {x} '}{\partial u^{j}}}=\mathbf {x} '_{i}\cdot \mathbf {x} '_{j}}